# Miranda Stewart
Miranda Stewart (* 1954) ist eine britische Hispanistin.
Stewart promovierte 1992 an der Heriot-Watt University mit einer Arbeit über Strategien der Höflichkeit im Französischen und Spanischen. Sie war Senior lecturer in Spanischen und Lateinamerikanischen Studien an der University of Strathclyde. Seit einigen Jahren arbeitet sie hauptsächlich als Übersetzerin.
Stewarts Spezialgebiete sind Soziolinguistik, gesprochene Interaktion, Diskursanalyse, interaktionale Pragmatik und Übersetzung.  Zu ihren bekanntesten Werken gehören The Spanish Language Today (1999) und Politeness in Europe (herausgegeben zusammen mit Leo Hickey, 2005) sowie Artikel in Zeitschriften wie Journal of Pragmatics, Journal of Politeness Research und Multilingua.
Stewart ist zudem Mitglied im Exekutivkomitee der International Association for the Study of Spanish in Society (SiS).